# Emmaline Henry
Pour les articles homonymes, voir Henry.
Emmaline Henry, née le 1er novembre 1928 à Philadelphie, Pennsylvanie (États-Unis) et morte le 8 octobre 1979 à Palm Springs (Californie) est une actrice américaine.

## Filmographie
- 1954 : Top Banana (en) d'Alfred E. Green : Singer
- 1954 : Lucky Me de Jack Donohue : Party Guest
- 1962 : I'm Dickens, He's Fenster (en) (série TV) : Kate Dickens
- 1964 : Mickey (série TV) : Nora Grady (1964-1965)
- 1967 : Divorce à l'américaine (Divorce American Style) : Fern Blandsforth
- 1968 : Rosemary's Baby : Elise Dunstan
- 1972 : A Great American Tragedy (en) (TV)
- 1974 : Nightmare at 43 Hillcrest : Esther Leyden
- 1974 : Harrad Summer : Margaret Tonhausen
- 1979 : Backstairs at the White House (feuilleton TV) : Lady